# Acide kojique
L'acide kojique ou la 5-hydroxy-2-(hydroxyméthyl)-4-pyrone, de formule C6H6O4 est un agent de chélation (ligand) produit naturellement par plusieurs espèces de champignon (Fungi), spécialement Aspergillus oryzae dont le nom vernaculaire japonais est kōji-kin (麹菌). L'acide kojique est un sous-produit du processus de fermentation du malt de riz, utilisé pour fabriquer le saké, la bière de riz japonaise.
C'est un inhibiteur modéré de la formation de pigment dans les tissus végétaux et animaux et il est utilisé dans la nourriture et les cosmétiques pour en préserver ou en changer la couleur. Il est ainsi utilisé sur les fruits coupés pour empêcher leur brunissement,, dans les fruits de mer pour préserver leurs couleurs rose et rouge et dans les cosmétiques qui éclaircissent la peau. L'acide kojique possède aussi des propriétés antibactérienne et antifongique.
Il est aussi utilisé pour traiter des maladies de peau comme le chloasme (masque de grossesse),.